# Stabilità (chimica)
In chimica la stabilità è la tendenza di una sostanza (o più in generale di un sistema chimico) a conservare la propria composizione chimica. Nel caso di un materiale si parla più propriamente di resistenza chimica, a volte definito come compatibilità chimica. Il concetto opposto di "stabilità" è quello di "reattività", per cui una sostanza molto reattiva è poco stabile.
Dal punto di vista termodinamico, una sostanza è stabile se il suo stato corrisponde ad una condizione di minimo energetico, ovvero se si trova all'equilibrio con l'ambiente che lo circonda. Si ha stabilità se è negativa la variazione dell'energia libera di Gibbs di reazione associata a qualunque reazione chimica che potrebbe avvenire a partire dai reagenti.

## Stabilità chimica e legami chimici
In genere la stabilità di una molecola aumenta se tale molecola contiene legami chimici più forti, mentre diminuisce se contiene legami chimici più deboli. Ad esempio l'etano è in genere più stabile dell'etilene, in quanto i due atomi di carbonio dell'etilene sono legati da un legame sigma (più forte) e un legame pi greco (più debole), mentre i due atomi di carbonio dell'etano sono legati da un legame sigma (che è più forte del legame pi greco). Quindi la stabilità di una molecola non aumenta all'aumentare del numero di legami.
Nella pratica intervengono anche effetti di ingombro sterico, per cui la stabilità di una molecola dipende anche da fattori cinetici. Nel caso in cui un sistema chimico non sia stabile dal punto di vista termodinamico (ovvero presenta ΔGreaz>0) ma la velocità di reazione è molto lenta, si ha una condizione apparentemente stabile, in quanto non si osservano per lungo tempo modificazioni dal punto di vista chimico. Si parla in tal caso di "metastabilità".